# Ajvaszedapur
Az Ajvaszedapur (oroszul: Айваседапур) folyó Oroszország ázsiai részén, a Nyugat-Szibériában, Jamali Nyenyecföldön; a Pur jobb oldali forrásága.

## Földrajz
Hossza: 178 km, vízgyűjtő területe: 26 100 km², évi közepes vízhozama: 260 m³/sec.
A Szibériai-hátságon eredő két folyó, a Jetipur (balról) és a Jerkalnadejpur (jobbról) egyesülésével keletkezik. Hossza a Jerkalnadejpurral együtt 601 km. A Nyugat-szibériai-alföld erdős-mocsaras sík vidékén folyik északi irányban. Tarko-Szale település mellett egyesül a Pur másik forráságával, a Pjakupurral.
Vízgyűjtő területén mintegy 29 000 kis tó fekszik, összterületük több mint 3800 km². A folyó medencéjének kb. 50%-a mocsár vagy erősen elmocsarasodott terület. 
Októbertől májusig befagy, átlagosan 220 napig jég borítja. A tél végén Tarko-Szalenál a jégpáncél vastagsága 80– 85 cm. Tavaszi árvize van, vízszintje általában június elején tetőzik. Alsó folyásán átlag július végéig magas vízállás jellemzi.